# Fernando Azevedo e Silva
Fernando Azevedo e Silva GCMM • GCRB • GOMD (Rio de Janeiro, 4 de fevereiro de 1954) é um general de exército do Exército Brasileiro. Exerceu o cargo de ministro da Defesa do Brasil no governo Jair Bolsonaro, entre 2 de janeiro de 2019 até 29 de março de 2021.
Foi demitido pelo presidente Jair Bolsonaro após se recusar a interferir politicamente nas Forças Armadas, em um episódio que ficou conhecido como a maior crise militar desde o fim da Ditadura Civil-Militar.

## Carreira militar

### Oficial
Ingressou no Exército em 17 de fevereiro de 1973, na Academia Militar das Agulhas Negras (AMAN) onde, em 14 de dezembro de 1976, foi declarado Aspirante-a-Oficial da Arma de Infantaria. Serviu no 38º Batalhão de Infantaria, em Vila Velha - ES. Foi promovido ao posto de 2º Tenente em 31 de agosto de 1977 e a 1º Tenente em 25 de dezembro de 1978. Posteriormente, veio para a Brigada de Infantaria Paraquedista, onde passaria boa parte de sua carreira.[carece de fontes?]
Integrou, como atleta, as equipes das Forças Armadas de Voleibol e de Paraquedismo. Disputou os campeonatos Brasileiro (infantil e juvenil), os Jogos Estudantis Brasileiros (JEBs), o Mundial Militar do Conselho Internacional do Desporto Militar, entre outros.
Foi promovido ao posto de capitão em 25 de dezembro de 1982, realizou o curso da Escola de Aperfeiçoamento de Oficiais em 1986, e foi designado comandante da Companhia de Precursores Paraquedista no biênio 1987-1988. Em 1989, foi instrutor da Academia Militar das Agulhas Negras, onde foi promovido a major em 30 de abril de 1989.[carece de fontes?]
Em 1990, foi designado Ajudante de Ordens do Presidente Fernando Collor de Mello, com quem permaneceu até seu impeachment em 1992. Nos anos de 1993 e 1994, realizou o curso de Comando e Estado-Maior na Escola de Comando e Estado-Maior do Exército, sendo promovido a Tenente-Coronel em 31 de agosto de 1994.[carece de fontes?]
Ascendeu ao posto de Coronel em 30 de abril de 1999 e foi comandante do 2º Batalhão de Infantaria Leve, em São Vicente. Em 2002, realizou o Curso de Política, Estratégia e Alta Administração do Exército na Escola de Comando e Estado-Maior do Exército. Serviu no Gabinete do Comandante do Exército, onde chefiou a Assessoria Parlamentar, foi instrutor da Escola de Comando e Estado-Maior do Exército e participou da missão de paz no Haiti.

### Oficial General
Promovido a General de Brigada em 31 de março de 2007, foi nomeado Comandante da Brigada de Infantaria Paraquedista, onde ficou até 2009. Em seguida, comandou o Centro de Capacitação Física do Exército e Fortaleza de São João, entre 2009 e 2011.

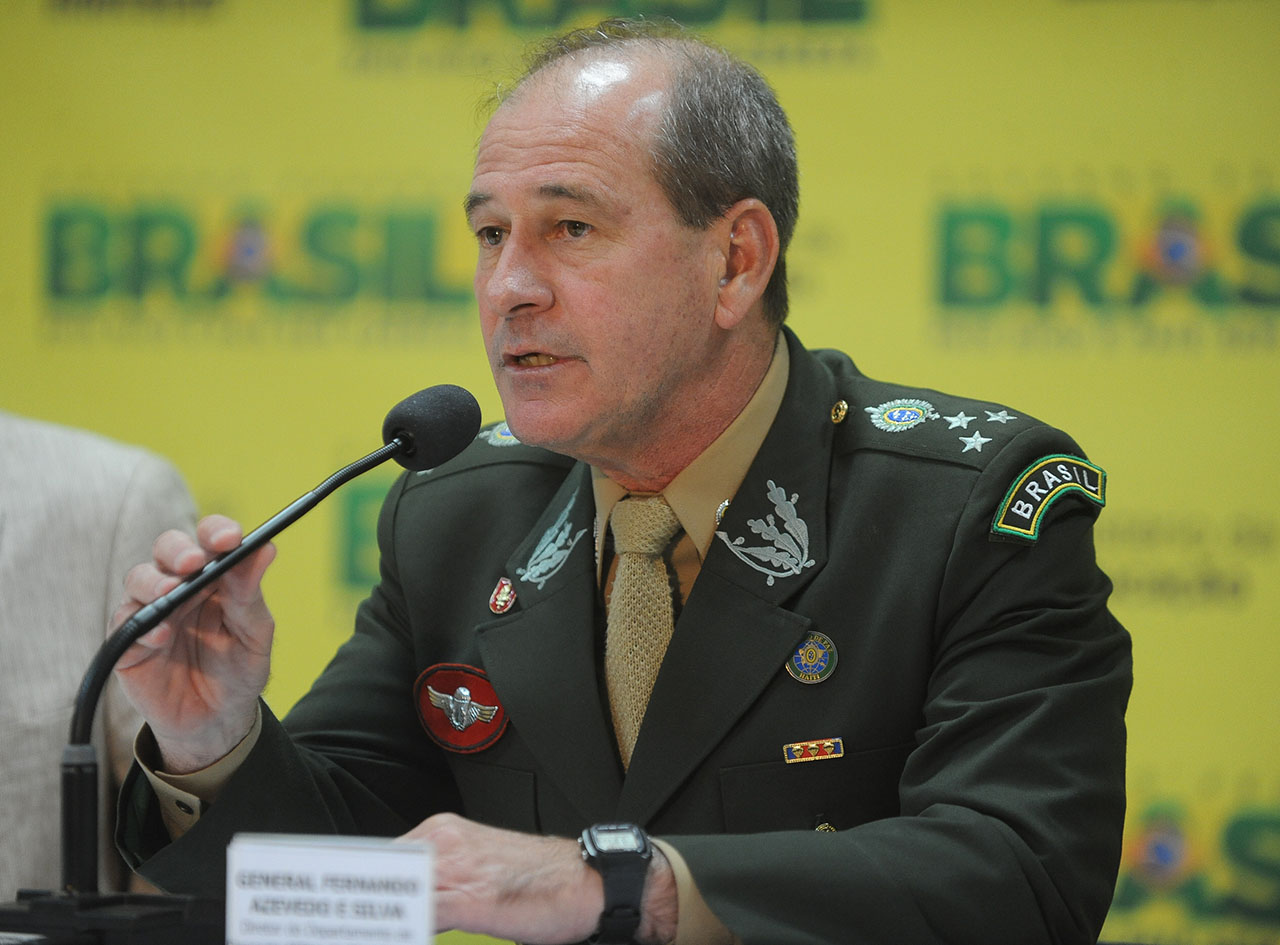
Fernando Azevedo e Silva discursando como autoridade olimpica.

Em 31 de março de 2011, ascendeu ao posto de General de Divisão e foi designado chefe do Departamento do desporto Militar e presidente da Comissão Desportiva Militar do Brasil do Ministério da Defesa. Foi presidente da Autoridade Pública Olímpica de 2013 a 2015. Em julho de 2013, foi condecorado com a Ordem do Mérito da Defesa no grau de Grande-Oficial.
Atingiu o posto máximo da carreira, em 31 de julho de 2014, quando foi promovido a General de Exército. Assumiu o Comando Militar do Leste, no Rio de Janeiro, cargo que exerceu de 30 de março de 2015 a 23 de setembro de 2016. Nessa função, foi o responsável pela segurança das Olimpíadas de 2016.
Admitido à Ordem do Mérito Militar no grau de Cavaleiro ordinário em 2000, foi promovido a Oficial em 2004, a Comendador em 2007, a Grande-Oficial em 2011 e a Grã-Cruz em 2014.
Sua última missão no serviço ativo foi a de Chefe do Estado-Maior do Exército, que exerceu de 2 de setembro de 2016 a 31 de agosto de 2018. Em abril de 2018, foi condecorado com a Grã-Cruz da Ordem de Rio Branco.
Posteriormente, atuou como assessor do presidente do Supremo Tribunal Federal, Dias Toffoli.

## Ministro da Defesa

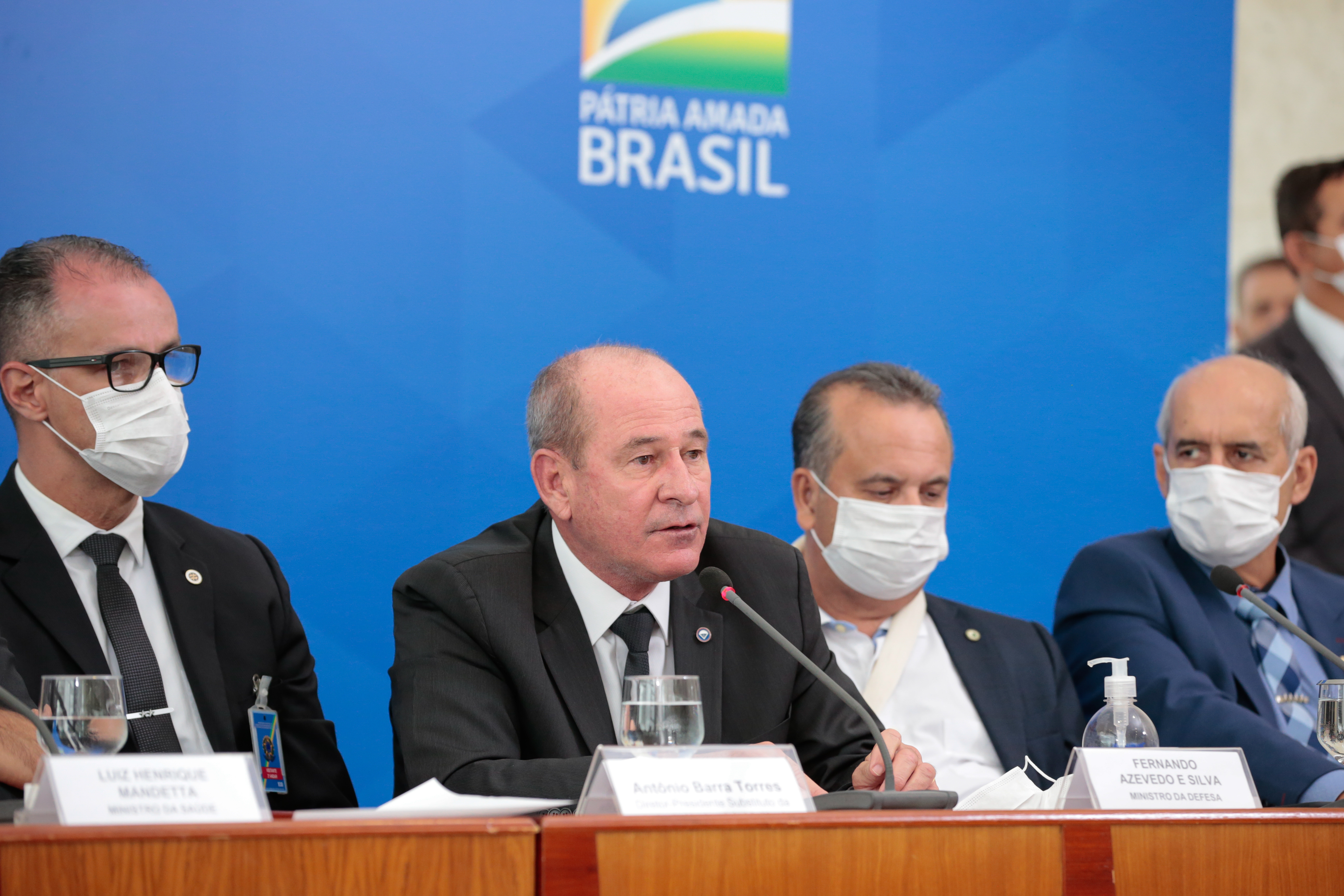
Azevedo e Silva durante coletiva à Imprensa do Presidente da República, Jair Bolsonaro e demais Ministros de Estado.

Em 13 de novembro de 2018, o Presidente eleito Jair Bolsonaro o indicou para ser seu Ministro da Defesa. Sua nomeação teria sido uma indicação do General Augusto Heleno Ribeiro Pereira.
No dia 15 do mesmo mês, foi entrevistado pela Folha de S.Paulo e afirmou que o governo Bolsonaro não representa a volta dos militares ao poder.
No dia 21 de novembro, ele anunciou os nomes dos Comandantes das Forças Armadas do novo governo: Marinha - Almirante de Esquadra Ilques Barbosa Junior; Exército - General de Exército Edson Leal Pujol; Aeronáutica - Tenente Brigadeiro do Ar Antonio Carlos Moretti Bermudez.
Já no dia 22 de novembro, foi anunciado o nome do novo chefe do Estado Maior Conjunto das Forças Armadas, o Tenente Brigadeiro do Ar Raul Botelho.
Em 2 de janeiro de 2019, assumiu o cargo de Ministro, na presença do Presidente Jair Bolsonaro. Na ocasião, citou o balanço institucional da nova conjuntura em sua fala. Elogiou o papel do Judiciário e do Ministério Público Federal em prol da estabilidade nacional. Fez, ainda, uma deferência à mídia, agradecendo sua presença na cerimônia e o papel de cobrança de autoridades. Ele ressaltou que as Forças Armadas irão agir apenas dentro do que estabelece a Constituição, inclusive em questões de segurança pública.
Foi demitido do cargo em 29 de março de 2021, por ser contra o emprego político das Forças Armadas pelo Presidente Jair Bolsonaro. Em sua nota de despedida, afirmou que preservou as Forças Armadas como instituições de Estado e que saía na certeza da missão cumprida.

## Tribunal Superior Eleitoral
Em dezembro de 2021, foi noticiado que assumirá o cargo de diretor-geral do Tribunal Superior Eleitoral a partir de fevereiro de 2022, por indicação do Ministro Alexandre de Moraes.